# Viszota Gyula
Viszota Gyula (Ercsi, 1871. február 5.– Budapest, 1947. január 11.) irodalomtörténész, budapesti gimnáziumi igazgató, tankerületi főigazgató, a Magyar Tudományos Akadémia és a Szent István Akadémia tagja.

## Pályája
Apja és nagyapja is Ercsiben működtek mint kántortanítók. Középiskoláit (1880-88) a budapesti II. kerületi főgimnáziumban, egyetemi tanulmányait pedig (1888–1892) a budapesti tudományegyetemen végezte; ugyanitt doktorált is. 1893-ban a soproni állami főreáliskolához nevezték ki helyettes, majd rendes tanárnak, innét 1901-ben a budapesti VI. kerületi főgimnáziumba helyezték át. 1907-ben a X. kerületi Állami Főgimnázium szervezésével bízták meg, és ennek igazgatója lett. Később a vallás- és közoktatásügyi minisztérium középiskolai ügyosztályának vezetője volt. A Magyar Tudományos Akadémia 1913-ban levelező tagjai, 1932-ben rendes tagjai sorába választotta.

### Munkássága
Kiemelkedő szerepe volt Széchenyi István életrajzi adatainak föltárásában, kéziratainak kiadásában, szövegeinek magyarázatában, kötetei gazdag tartalmú forrásművek. Rendezte az MTA Széchenyi-múzeumának anyagát, kiadta Széchenyi naplóját. Viszota Gyula az MTA történetírója is, behatóan foglalkozott az első magyar tudományos testület múltjának első félszázadával. Idevonatkozó értekezései az irodalom és tudomány sok jelentős mozzanatát támasztották fel az utókor előtt.
Cikkei a következő hírlapokban és folyóiratokban: Budapesti Hírlap (1898. Dunántúl-Tiszántúl, 1904. A Lenkey-század); a Magyar Nyelvőr (1898. Régi magyar közmondások); Magyar Kritika (1898. Margalits M. Közmondásairól, Kugler Emléklapjáról, Beőthy Irodalomtörténetéről, 1899. Csapó Kisfaludy és Horatius párhuzamáról, Bellágh, Pázmány, Kempis Krisztus követése kiadásáról, az Eperjesi Széchenyi-kör 1899. Évkönyvéről, a Dugonics-Társaság 1899. Évkönyvéről; Műcsarnok (a soproni képkiállításról); Orsz. Középiskolai Tanáregylet Közlönye, M. Középiskola, Irodalomtörténeti Közlemények (1898. Kisfaludy Károly: Murányvár ostromának forrása, 1903. Dobozy Mihály és hitvese költői feldolgozásai, 1906. Kazinczy Ferenc jegyzetei, 1907. Kisfaludy Sándor Ulysses és Penelope című drámájának forrásai); Otthon (1901. A Murányi Vénusz a magyar költészetben); Tanulók Lapja (1901. A Rákosi szántó dala és a Szózat ellendala); Akadémiai Értesítő (1901. Egykori tudósítások az Akadémia megalapításáról, 1904. A M. T. Akadémia címére, 1906. Tagajánlások az Akadémiában, 1907. Kisfaludy Sándor a recensiókról, Eötvös és Trefort tervezett magyar folyóirata, a Pesti Havi Irat, Gróf Teleki József mellszobra az Akadémiában, A Stadium megírásának története, 1908. Bajza József levele Széchenyihez az Aurora és Tudománytár ügyében, 1909. Széchenyi és Kazinczy, Az Akadémia emlékserlegei, Kisfaludy Sándor és az 1809. insurrectio, Kazinczy Ferenc működése az Akadémiában, 1910. A Tudománytár története, 1911. Kisfaludy Sándor és a M. T. Társaság, Vörösmarty Mihálynak akadémiai folyóirat tervezete, Széchenyi és Cuczor Gergely); Budapesti Szemle (1903. A Kelet Népe történetéhez, 1904. Széchenyi politikája 1842-45-ben, 1905. A Stadium megjelenésének és eltiltásának története, 1907. Széchenyi első műve, 1909. A Hitel második kiadása, Széchenyi, Vörösmarty és az Akadémia működésének első évei; Széchenyi, Kossuth és a gyáralapító-társaság, 1910. Kossuth Lajosnak egy betiltott vezércikke 1846-ból); Kisfaludy-Társaság Évlapjai (1903. 38. k. Kisfaludy Károly hagyatéka, 39. k. Kisfaludy Károly mint hirlapíró); Egyet. Philologiai Közlöny (1903. (Cucor és Vörösmarty hivatalos magyar nyelvtanai, 1907. Kisfaludy Sándor ismeretlen levelei, 1909. Vörösmarty: Gondolatok a könyvtárban című költeménye első alakjában); Magyar Gazdaságtörténelmi Szemle (1904. Gróf Széchenyi és a magyarországi lóversenyek); M. Nyelv (1905-06. Az ön története, 1906. Az Akadémia és az Országgyűlés a «honosítás» szóról, 1908-1909. A névelő, A M. T. Társaság Zsebszótárának történetéhez, A Magyar Tudós-Társaság nagy szótárának története); Művészeti (1905. Egy művésztársaság eszméje 1831-32-ben, 1907. Ferency István és az Akadémia, Barabás Miklós és Markó Károly akadémiai tagsága); Vasárnapi Ujság (1905. Gróf Széchenyi István levele a nemzetiségi kérdésről, 1906. Gr. Széchenyi István első nyomtatott könyve, Kossuth Lajos levele Széchenyihez a lánchídi nyilatkozat ügyében, Deák, Eötvös és Széchenyi Kossuth Pesti Hirlapjáról, 1910. Széchenyi István és múzsája); Századok (1907. Széchenyi iskolai bizonyítványai, 1909. József nádor és az 1809. nemesi felkelés); Magyarország (1907. Adatok Kossuth Lajos hirlapírói működéséhez); Közgazdasági Szemle (1907. A parasztkérdés a skandináv népeknél, különösen a dánoknál); M. Mérnök és Építészegyleti Közlönye (1909. Gr. Széchenyi István és a soproni gőzmalom, 1910. Szegedi gőzmalmi terv 1842-ből); M. Középiskola (1909. Széchenyi István tanítóiról).

## Munkái
- Széchy Mária a drámai költészetben. Bpest, 1892, bölcsészdoktori értekezés
- Fessler hatása Kisfaludy Károlyra. Uo. 1900 (különny. az Irodalomtörténeti Közleményekből)
- Gróf Széchenyi István és Sopron vármegye. Uo. 1902 (különny. a Budapesti Szemléből)
- Kisfaludy Károly hagyatéka. Uo. 1903 (különny. a Budapesti Szemléből)
- Gróf Széchenyi István és a magyarországi lóversenyek megalapítása. Uo. 1904
- A Stadium megjelenésének és eltiltásának története. Uo. 1905 (Széchenyi István gróf munkái II. kötet. Bevezetés)
- Révai, Verseghy és a tiszti szótárak. Uo. 1905 (különny. a Nyelvtudományi Közleményekből)
- A M. T. Akadémia Széchenyi-múzeumának tárgyjegyzéke. Uo. 1905 (Szily Kálmánnal)
- Széchenyi und Metternich. Uo. 1907 (különny. a Pester Lloydból)
- Széchenyi, Vörösmarty és az Akadémia működésének első évei. Budapest, 1909
- Széchenyi István és a pesti hengermalom. Uo. 1910 (függelékben Széchenyinek kiadatlan iratairól, különny. a Századokból és a Tört. Tárból)
- Széchenyi és az Országos Magyar Gazdasági Egyesület. Uo. 1910
- Széchenyi politikai programtöredékeinek keletkezése és hatása (Budapest 1916)
- Gróf Széchenyi István naplói. Hat kötet. Budapest, 1925–1939
- Gróf Széchenyi István írói és hírlapi vitája Kossuth Lajossal. Két kötet. Budapest, 1927–1930
- A Széchenyi-híd története az 1836:26. t. c. megalkotásáig (Budapest, 1935)